# Pedro Alonso Niño

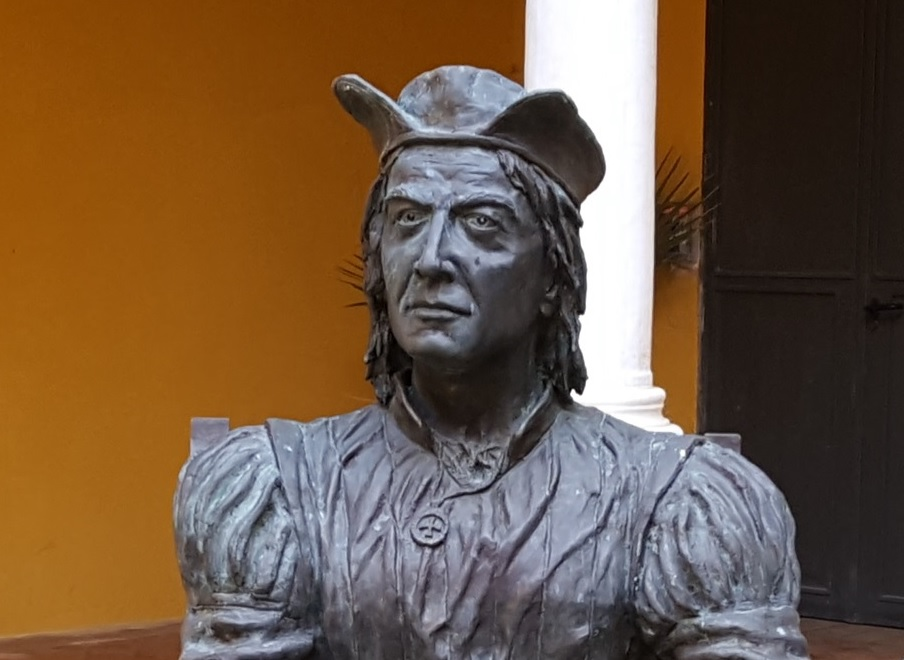
Statue des Pedro Alonso Niño im Kloster San Francisco in der spanischen Stadt Moguer.

Pedro Alonso Niño, genannt El Negro, (* 1468 in Moguer; † 1505) war ein spanischer Seefahrer.

## Leben
Niño wurde als Sohn des spanischen Seglers Alfon Perez Niño in der im Südwesten Spaniens gelegenen Stadt Moguer geboren. Pedro Alonso Niño war zweimal verheiratet, zuerst mit Juana Muciz und dann mit Leonor de Boria. Mit ihnen hatte er vier Kinder: Juan, Francisco, Isabel Quintero und Leonor Fernández.
Aufgrund seiner Beteiligung am afrikanischen Sklavenhandel wurde Pedro Alonso Niño als El Negro bekannt.
Niño nahm an mehreren portugiesischen Expeditionen nach Afrika teil und begleitete Christoph Kolumbus zweimal auf dessen Reisen nach Amerika. 1499 erforschte er gemeinsam mit Cristóbal Guerra die Küste Venezuelas, von wo er mit Perlen und Farbholz nach Spanien zurückkehrte. Niño wurde vom König des Diebstahls beschuldigt und kam ins Gefängnis von Moguer, wo er vor seiner Verhandlung starb.